# Nemesia Valle
Nemesia Valle, al secolo Giulia Valle (Aosta, 26 giugno 1847 – Borgaro Torinese, 18 dicembre 1916), è stata una religiosa italiana della congregazione delle Suore della carità sotto la protezione di San Vincenzo de' Paoli, proclamata beata da papa Giovanni Paolo II nel 2004.

## Biografia
Entrò giovane nella congregazione delle Suore della carità di Santa Giovanna Antida Thouret prendendo il nome religioso di Nemesia in luogo di quello di Giulia impostole alla nascita.
Svolse inizialmente il suo apostolato presso la scuola della sua congregazione a Tortona; in seguito passò alla casa di Borgaro Torinese, dove fu maestra delle novizie.

## Il culto
Fu beatificata da papa Giovanni Paolo II in piazza San Pietro a Roma il 25 aprile 2004.
Il suo corpo riposa nella chiesa delle suore della carità di Borgaro Torinese.
Il suo elogio si legge nel martirologio romano al 18 dicembre.

## Film su Nemesia Valle
- Io non lo so, regia di Paolo Damosso (2007)